# عباد بن سهل
عباد بن سهل بن مخرمة الأنصاري الأشهلي هو صحابي جليل من قبيلة الأوس من الأنصار، شهد مع النبي محمد صلى الله عليه وسلم غزوة أحد وقُتِل فيها شهيداً.